# Szentgróti Fülöp
Szentgróti Fülöp (1218 körül – 1272) esztergomi érsek a Türje nemzetségből, Türje nembeli Dénes nádor unokaöccse volt.

## Élete
Türje nembeli Joachim ispán fia volt, Szentgróti Tamás karakói ispán fivére. Egyházi pályára lépett. Pályafutását dömösi prépostként kezdte, majd 1248-62-ig zágrábi püspök. 1262-72 esztergomi érsek és udvari kancellár. Fontos volt diplomáciai tevékenysége is: ő kísérte IV. Béla lányát, Erzsébetet Bajorországba a férjéhez, járt Konrád német császárnál, 1254-ben az apostoli szentszéknél és több itáliai fejedelemnél. A tatárjárás után ő építtette a Zágráb fölötti Medve várát, nyolcszöges várkápolnájával együtt.
V. István 1270. május 13-án esztergomi ispánná tette meg, így ő lett az első Esztergom vármegye örökös főispánjainak sorában.